# 里德·馬隆
里德·馬隆（英語：Reed Malone；1995年4月3日—）是一位美國男子游泳運動員。他主要擅長自由泳。在2015年世界游泳錦標賽上，他獲得了4乘200米自由泳接力項目的銀牌。